# Catharine Hermine Kølle
Catharine Hermine Kølle, née le 29 février 1788 et morte le 27 août 1859, est une aventurière, écrivaine et peintre norvégienne.

## Biographie
Catharine Kølle est née à Snarøya, dans la paroisse de Bærum, dans l'Akershus, en Norvège. Elle est l'une des trois filles de Christian Kølle (1736-1814) et d'Elisabeth Monrad (1758-1829). Son père est professeur de langues et théologien. En 1803, la famille s'installe à Kopervik, sur l'île de Karmøy, dans le comté de Rogaland. En 1807, la famille s'installe définitivement à Holmen, à Ulvik, dans le district de Hardanger (en). Elle reçoit l'éducation habituelle des jeunes filles issues de familles professionnelles. Plus tard, elle enseigne l'allemand et le français, ainsi que le latin et l'italien dans un petit établissement d'enseignement fondé par son père. Sa famille vit essentiellement de l'agriculture.
Elle est surtout connue pour ses randonnées et son travail d'artiste, ainsi que pour ses carnets de voyage. Entre 1826 et 1858, Catharine Kölle effectue au moins quinze longs voyages en Allemagne et à l'étranger. Elle se rend deux fois à pied en Italie, notamment à Venise en 1841 et à Gênes en 1858. Elle relate ses voyages dans des journaux qui fournissent des documents sur les lieux qu'elle visite. Ses carnets de voyage, totalisant plus de 400 pages, sont conservés à la bibliothèque du musée de l'université de Bergen.
Elle peint également près de 251 aquarelles, dont plus de 200 sont conservées au musée de l'université de Bergen. La liste totale des œuvres ne contient pas seulement des scènes de lieux qu'elle a visités. Elle peint également les images des descriptions de voyage de destinations inaccessibles telles que l'Amérique du Nord, la Guinée, Istanbul, le Sri Lanka et Jakarta. Elle peint également des scènes bibliques et mythologiques. Ses œuvres sont peintes dans des couleurs vives et audacieuses.
Catharine Kølle meurt le 27 août 1859 d'un cancer.

## Galerie

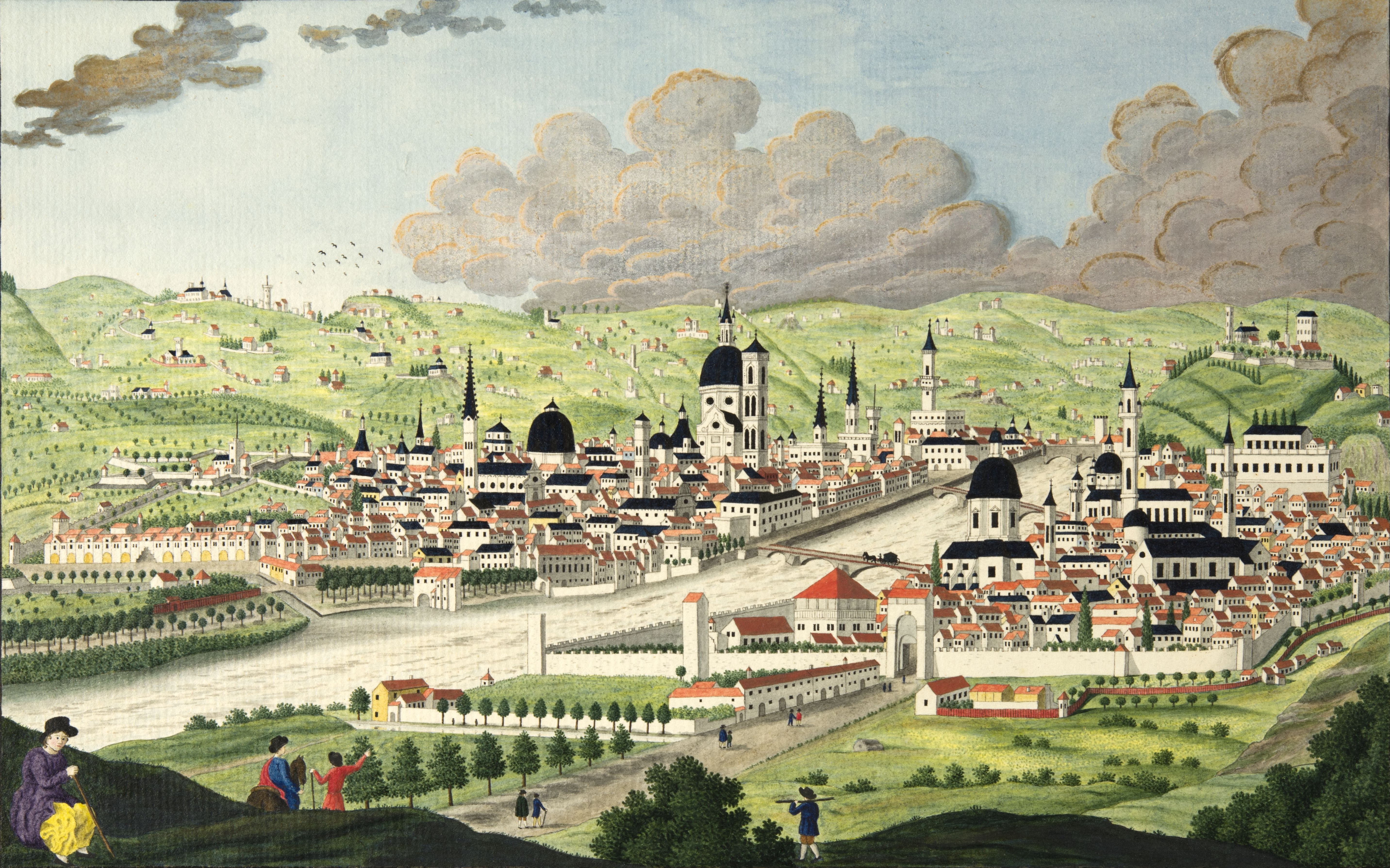
Florence (Italie)
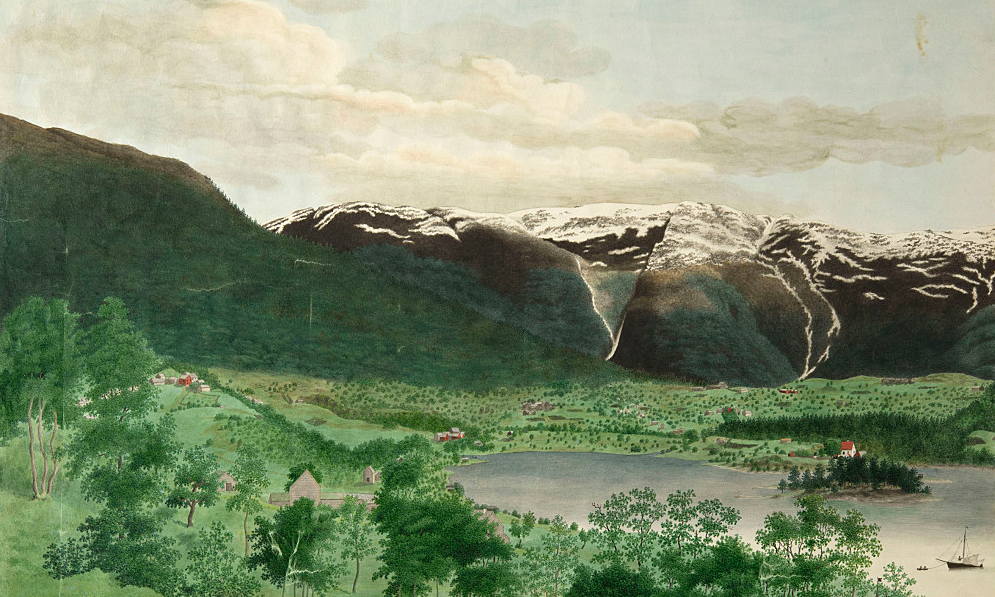
Holmen à Ulvik
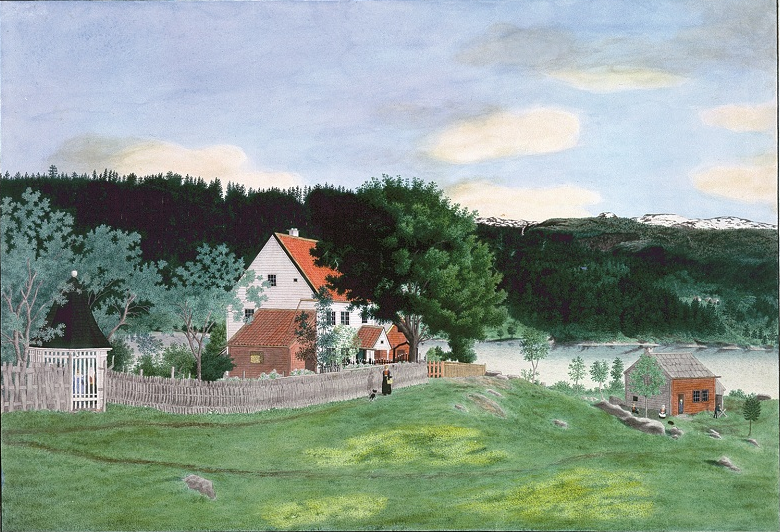
Holmen à Ulvikpollen
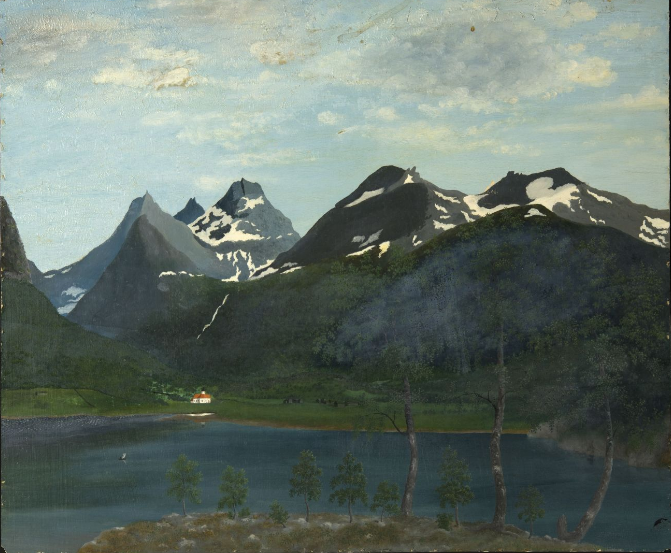
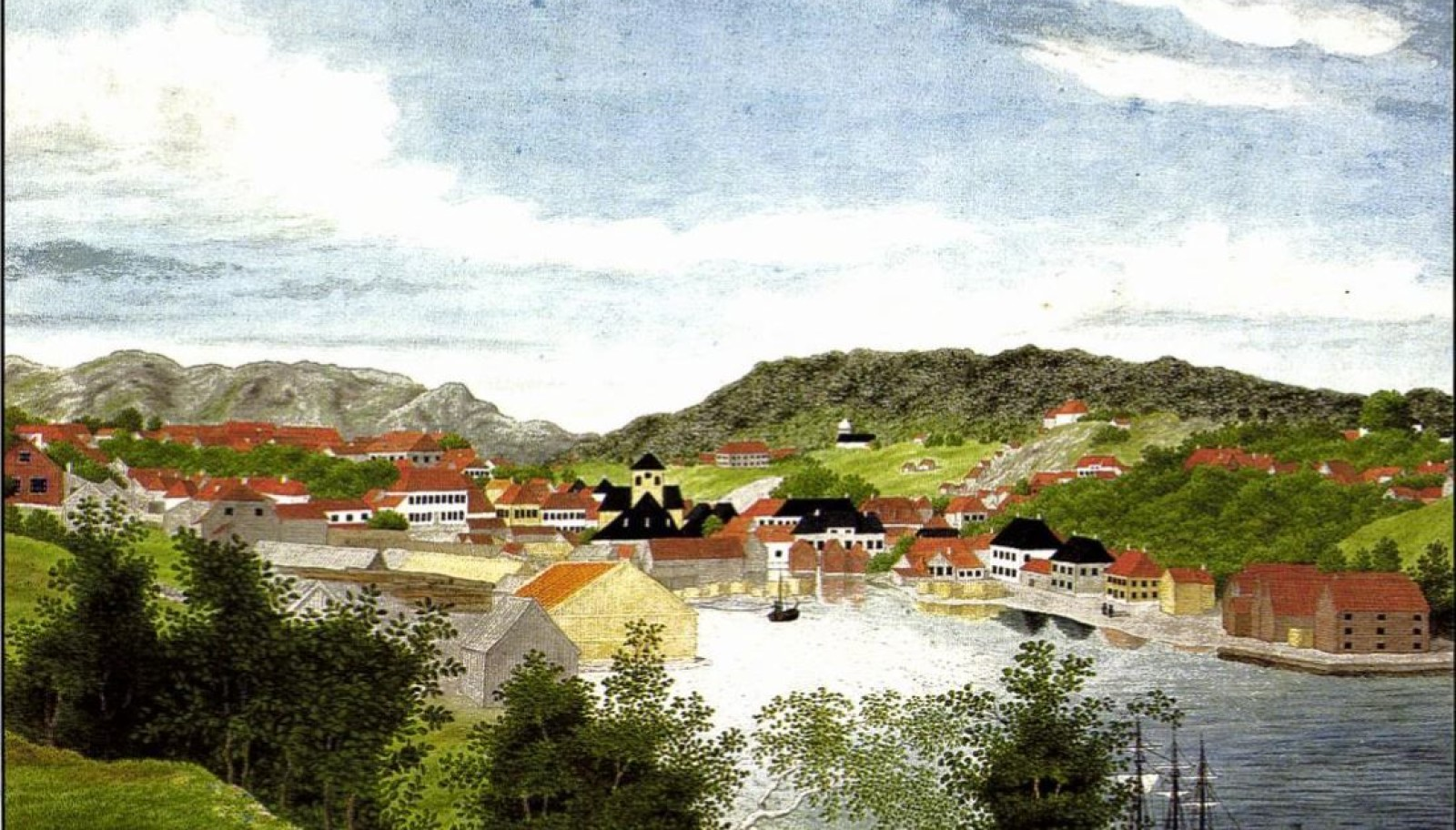
Vue de Skien